# Dejan Sorgić
Dejan Sorgić (Knin, 1989. szeptember 15. –) szerb labdarúgó, a svájci Sion csatárja.

## Pályafutása
Sorgić a mai Horvátország területén lévő Knin városában született. Az ifjúsági pályafutását a svájci Luzern akadémiájánál kezdte.
2007-ben mutatkozott be a Luzern első osztályban szereplő felnőtt keretében. 2013-ban a Schaffhausenhez, majd 2014-ben a Krienshez igazolt. 2016-ban a Thun szerződtette. 2091-ben a másodosztályú Auxerre csapatához csatlakozott. 2019. július 26-án, a Rodez ellen 2–0-ra elvesztett bajnokin debütált. 2020. október 1-jén hároméves szerződést kötött a Luzern együttesével. Először a 2020. október 4-ei, Basel ellen 3–2-es vereséggel zárult mérkőzés 61. percében, Yvan Alounga cseréjeként lépett pályára. Első gólját 2020. október 18-án, a St. Gallen ellen 2–2-es döntetlennel zárult találkozón szerezte meg. 2023. június 23-án egy szezonra szóló szerződést írt alá a Sionnal.

## Statisztika
2023. április 27. szerint.

| Klub         | Szezon   | Bajnokság              | Bajnokság | Bajnokság | Kupa  | Kupa  | Nemzetközi | Nemzetközi | Összesen | Összesen |
| Klub         | Szezon   | Bajnokság              | Mérk.     | Gólok     | Mérk. | Gólok | Mérk.      | Gólok      | Mérk.    | Gólok    |
| ------------ | -------- | ---------------------- | --------- | --------- | ----- | ----- | ---------- | ---------- | -------- | -------- |
| Luzern       | 2006–07  | Swiss Super League     | 2         | 0         | 0     | 0     | —          | —          | 2        | 0        |
| Luzern       | 2008–09  | Swiss Super League     | 1         | 0         | 0     | 0     | —          | —          | 1        | 0        |
| Luzern       | 2009–10  | Swiss Super League     | 5         | 0         | 1     | 1     | —          | —          | 6        | 1        |
| Luzern       | 2010–11  | Swiss Super League     | 1         | 0         | 1     | 0     | —          | —          | 2        | 0        |
| Luzern       | 2011–12  | Swiss Super League     | 1         | 0         | 0     | 0     | —          | —          | 1        | 0        |
| Luzern       | 2012–13  | Swiss Super League     | 2         | 0         | 0     | 0     | —          | —          | 2        | 0        |
| Luzern       | Összesen | Összesen               | 12        | 0         | 2     | 1     | 0          | 0          | 14       | 1        |
| Schaffhausen | 2013–14  | Swiss Challenge League | 17        | 2         | 1     | 0     | —          | —          | 18       | 2        |
| Kriens       | 2014–15  | Swiss 1. Liga          | 23        | 9         | 2     | 1     | —          | —          | 25       | 10       |
| Kriens       | 2015–16  | Swiss Promotion League | 23        | 8         | 1     | 1     | —          | —          | 24       | 9        |
| Kriens       | Összesen | Összesen               | 46        | 17        | 3     | 2     | 0          | 0          | 49       | 19       |
| Thun         | 2016–17  | Swiss Super League     | 32        | 15        | 0     | 0     | —          | —          | 32       | 15       |
| Thun         | 2017–18  | Swiss Super League     | 28        | 7         | 2     | 1     | —          | —          | 30       | 8        |
| Thun         | 2018–19  | Swiss Super League     | 33        | 15        | 4     | 3     | —          | —          | 37       | 18       |
| Thun         | 2019–20  | Swiss Super League     | 1         | 1         | 0     | 0     | —          | —          | 1        | 1        |
| Thun         | Összesen | Összesen               | 94        | 38        | 6     | 4     | 0          | 0          | 100      | 42       |
| Auxerre      | 2019–20  | Ligue 2                | 16        | 2         | 2     | 1     | —          | —          | 18       | 3        |
| Auxerre      | 2020–21  | Ligue 2                | 1         | 0         | 0     | 0     | —          | —          | 1        | 0        |
| Auxerre      | Összesen | Összesen               | 17        | 2         | 2     | 1     | 0          | 0          | 19       | 3        |
| Luzern       | 2020–21  | Swiss Super League     | 31        | 13        | 2     | 0     | —          | —          | 33       | 13       |
| Luzern       | 2021–22  | Swiss Super League     | 32        | 7         | 4     | 2     | 2          | 0          | 38       | 9        |
| Luzern       | 2022–23  | Swiss Super League     | 23        | 8         | 1     | 1     | —          | —          | 24       | 9        |
| Luzern       | Összesen | Összesen               | 86        | 28        | 7     | 3     | 2          | 0          | 95       | 31       |
| Összesen     | Összesen | Összesen               | 272       | 87        | 21    | 11    | 2          | 0          | 295      | 98       |

## Sikerei, díjai
Luzern
- Swiss Super League
  - Ezüstérmes (1): 2011–12

- Svájci Kupa
  - Győztes (1): 2020–21
  - Döntős (1): 2011–12

Thun
- Svájci Kupa
  - Döntős (1): 2018–19